# Лала Мустафа-паша
Лала Кара Мустафа-паша (тур. Lala Kara Mustafa Paşa, око 1500 — 7. август 1580) био је османски војник и државник српског порекла. Након свог великог војног успеха на Кипру 1570. године, добија надимак Кипарски освајач (тур. Kıbrıs Fatihi). Титулу Лала добио је у складу са менторским обавезама према султановим принчевима.

## Биографија
Лала Мустафа-паша рођен је око 1500. године у околини градића Соколац. Био је рођак  великог везира Мехмед-паше Соколовића са којим је често био у сукобу. Уз помоћ и подршку старијег брата Дели Хурсев-паше, Мустафа долази на двор султана Селима I.
У почетку, Мустафа-паша има је задужење личног берберина султановог сина Сулејмана I који ће касније постати познат као Сулејман Величанствени. Упоредо обављао је дужности чашнигира и мирахура.
Након што се Рустем-паша вратио на дужност великог везира године 1555. године, Лала Мустафа је постављен за гувернера Палестинско-Сафедског санџака.

### Породица и брак
Лала Мустафа-паша женио се два пута. У првом браку са Фатимом Хатун, кћерком Мехмед-бега добио је сина Мехмед-пашу, који је преминуо 1575. године, пет година пре смрт свога оца. Мехмед-паша је био беглербег Халаба. У другом браку оженио се Хумашах султанијом, унуком Сулејмана Величанственог и кћерком принца Мехмеда.

## Лала
Године 1556. Мустафа-паша постављен је за лалу шехзаде Селима II, који је, након што је проглашен за наследника, отишао као санџакбег на службу у Манису. Ово је изазвало ривалство са млађим братом шехзадеом Бајазитом који је себе сматрао бољим наследником османске империје. Лала Мустафа, који је раније служио Бајазиту, предлагао је Селиму да пише султану и извести га о неслагању са братом не би ли Бајазит био премештен у мање важне санџаке. Султан Сулејман, желећи да умири ривалство међу браћом одлучује да пошаље Бајазита у Амасију, а Селима у Конију. Бајазит из прва није желео да се пресели у нови санџак али је ипак невољно крену ка новом дому, уз пут прикупљајући трупе како би напао Селима. Бајазит и Селим су се сукобили у близини града Конија, а Лала Мустафа-паша је стао у Селимову одбрану. Бајазит је изгубивши битку, био приморан да побегне назад у Амасију.
Лала Мустафа постављен је за  управитеља Будимско-пожешког санџака, 14. септембра 1560. године, а затим и за беглербега Вана. Управљао је Дамском, Алепом и Ерзурумом а 1567. године помогао је Селиму II да угуши устанак у Јемену.

## Поход на Јемен
Децембра 1597. године, велики везир Мехмед-паша Соколовић, именовао је Лалу Мустафа-пашу сердаром војне експедиције на Јемену, који је претходно прогласио независност од Османског царства. У то време у Османском царству почео је да се формира систем контроле у које су, поред четворице кубер-везира који су седели у дивану, почели да се постављају и „спољни везири“. Поставши сердар, Лала Мустафа добио је већи положај и политички утицај. Да би припремио поход, новоименовани сердар је отпутовао у Каиро. Беглербег Египта био је Коџа Синан-паша који није благонаклоно гледао на Мустафине поступке. Мустафа-паша је нејасне упуте из Истанбула протумачио на начин који му допушта широке руке у одлучивању у припреми похода, што је Синан-паша протумачио као увреду и кршење правила. Између двојице племића дошло је до међусобних сукоба и жалба.
Велики везир Коџа Синан-паша оптужио је Мустафу-пашу за непослушност султанових правила и покушај тровања. Према његовим тврдњама, Лала Мустафа је планирао да отрује Синан-пашу и Египат да на управљање своме син Мехмед-бегу који је преко мајке био праунук последњег мамелучког султана Ел Ашрафа Кансуха ел Гуриа. Синан-паша је тврдио да Лала Мустафа заправо жели да припомогне независности Јемена и оптужио га за вређање султанове кћери која је била удата за везира. Османски историчар Мустафа Али сугерисао је да је Мехмед-паша Соколовић намерно послао Мустафу-пашу у Египат јер је претпостављао да ће он и Синан-паша ући у сукоб. Мехмед-паша и Мустафа-паша, иако су били у сродству, нису се добро слагали и евентуални сукоби у Египту помогли би Мехмеду да склони Мустафу са важних функција.
Мехмед-паша Соколовић назвао је Мустафу „непослушним слугом који мора умрети“. Лала Мустафа-паша био је враћен у Истанбул, а Коџа Синан-паша је постављен за сердара у Јеману. Знајући да ће бити убијен, Лала Мустафа је послао тајна писма своме бившем ученику султану Селиму и дворским противницима Мехмед-паше како би добио неопходну заштиту. Захваљујући залагање султана, Лала Мустафа је ослобођен свих оптужби. Штавише, именован је за шестог кубе-везира иако је пре тога по правилу ту титулу имало само пет особа.

## Поход на Кипар
Године 1570. Млечани, у чијем поседу је био Кипар, објавили су рат Османском царству. За команданта копнених снага постављен је Лала Мустафа-паша док је поморском флотом управљао Пиреј-паша. Снаге Лале Мустафе сукобили су се са кипарском војском 2. јула 1570. године надомак Лимасола. Након 45 дана опсаде и борбе, Лала Мустафа је ушао у Лефкозију. Тачно годину дана касније, Мустафа се вратио у Истанбул где је именован за трећег везира.

## Поход на Персију
Мурат III одлучио је да крене у поход на Персију и објави рат династији Сафeвиди 1578. године. За команданта је постављен Лала Мустафа. У лето, османске трупе марширале су по већем делу Грузије, заузевши Тифлис, а убрзо потом и делове територије Ширвана. У јесен 1597. заузет је Ереван и убрзо је на подручју Ширвана успостављена нова османска провинција на чијем челу је био Осман-Паша Озденуриглу. Лала Мустафа-паша се вратио у Истанбул где је, због смрти великог везира Мехмед-паше Соколовића, постављен за другог везира.

## Велики везир
У априлу 1580. године, само девет месеци након ступања на дужност, умире велики везир Шемиз Ахмед-паша. Лала Мустафа-паша добија дужност највишег ранга. Међутим, дужности великог везира обављао је само три месеца и девет дана. Умире 7. августа 1580. године. Сахрањен је у Џамији султана Ејупа.

## Завештање
Освајачки походи и добро управљање донело је велико богатство Лали Мехмед-паши. Велики део новца потрошио је у хуманитарне активности. Саградио је неколико џамија у Персији и Конији, безистан и каравансарај у Ерзуруму и сиротиште у Дамаску. Једна од улица у граду Ларнака на Кипру носи његово име.

## Популарна култура
У турској телевизијској серији Сулејман Величанствени, улогу Лале Мустафе, учитеља принца Селима и принца Бајазида игра турски глумац Маџит Комер.